# Souris (Prince Edward Island)
Souris ist eine Kleinstadt im Kings County in der kanadischen Provinz Prince Edward Island. Der Ort hat aktuell 1.079 Einwohner (Stand: 2021). 2006 hatte die Stadt noch 1.232 Einwohner, 2011 betrug die Einwohnerzahl 1.173.
Seit den 1960er Jahren unterhält Souris die äußerst wichtige Anlegestelle für den Fährbetrieb zu den Magdalenen-Inseln, die in der Provinz Québec liegen. Das Fährschiff „MS Madeleine II“, das bis zu 300 Fahrzeuge und 1.500 Passagiere transportieren kann, wird von der Transportkooperative für See- und Luftfracht (Coopérative de transport maritime et aérien – CTMA) betrieben.

## Geographie
Souris liegt an der Northumberlandstraße vor deren Erweiterung zum Sankt-Lorenz-Golf. Rund 80 Kilometer südwestlich befindet sich Charlottetown. Durch Souris verläuft die Prince Edward Island Route 2.

## Geschichte

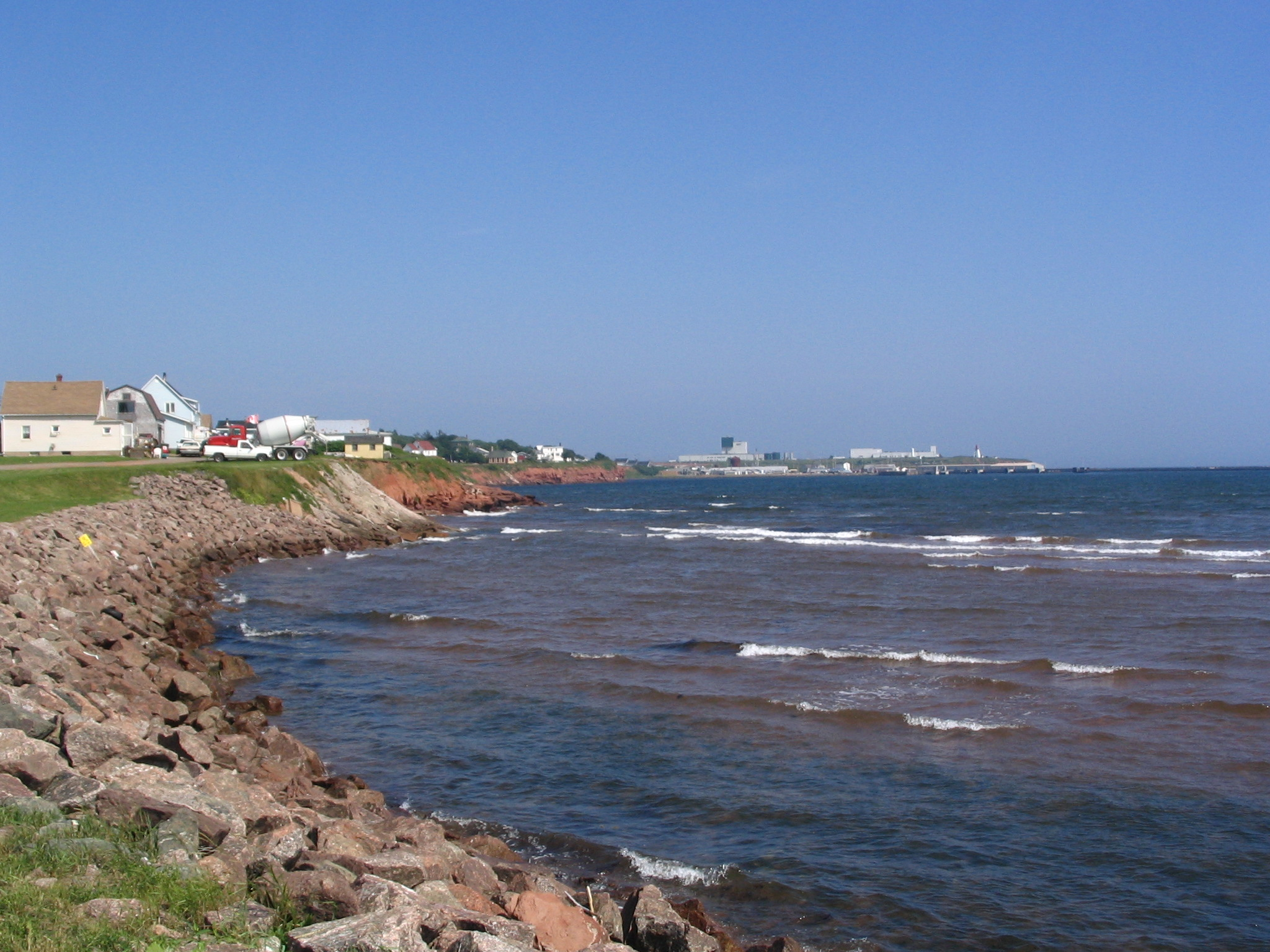
Panorama

Die ersten Bewohner im Gebiet der heutigen Stadt waren Mi'kmaqindianer. Im Jahr 1720 wurde die Gegend von akadischen Einwanderern besiedelt. Als die Region um 1750 von einer Mäuseplage heimgesucht wurde, nannte man den Ort in Anlehnung an das französische Wort souris für „Maus“ daraufhin Souris. Die offizielle Stadtgründung erfolgte am 14. November 1910. Aufgrund der Lage an der Northumberlandstraße war der Ort von Beginn an bis in die heutige Zeit ein Zentrum für den Schiffbau. Zusätzlich entwickelten sich die Landwirtschaft sowie die Fischerei, insbesondere der Fang von Hummern und der Tourismus zu neuen Wirtschaftszweigen. Der Ort besitzt einen kombinierten Fischerei- und Fährhafen.

## Söhne und Töchter der Stadt
- Willibald Joseph MacDonald (1897–1977), Hochschullehrer